# هاوکر سیدلی هاریر
هاوکر سیدلی هاریر (به انگلیسی: Hawker Siddeley Harrier) یک هواپیمای ساختِ کارخانهٔ هاوکر سیدلی در کشور بریتانیا است که در سال ۱۹۶۷–۱۹۷۰ ساخته شد. نخستین استفاده‌کنندهٔ این هواپیما نیروی هوایی سلطنتی بریتانیا بوده‌است.